# Tuul
Der (oder die) Tuul (mongolisch Туул гол, Tuul gol, in älteren Quellen auch Tola) ist ein etwa 819 km langer Zufluss des Orchon in der zentralen und nördlichen Mongolei (Asien) und zugleich der drittlängste Fluss der Mongolei. Sein Einzugsgebiet umfasst rund 49.840 km².

## Verlauf
Die Quellbäche des Tuul, darunter der Namin-Gol entspringen innerhalb des Töw-Aimag im Chentii-Gebirge nahe dem See Hagiin-Har. Im dortigen Gorchi-Tereldsch-Nationalpark durchfließen sie von eiszeitlichen Gletschern geformte, breite Täler. Ihr Zusammenfluss liegt auf etwa 1850 m Höhe.
Nach Austritt aus dem Bergland durchquert der anfangs südwestwärts fließende Tuul, der streckenweise in mehrere Arme aufgeteilt ist und stark mäandriert, die südlichen Randbezirke der mongolischen Hauptstadt Ulaanbaatar. Später tangiert er den Südrand des Nationalparks Chustain Nuruu und verläuft dabei wieder im Töw-Aimag. Etwas unterhalb davon dreht er überwiegend nach Nordwesten und erreicht die Grenze zum Bulgan-Aimag, die fortan seinem nun nordwärtigen Verlauf folgt.
Schließlich mündet der Tuul im Selenge-Aimag nahe Orchontuul auf rund 780 m Höhe in den Orchon, der über die Selenga (Selenge) in den Baikalsee fließt.

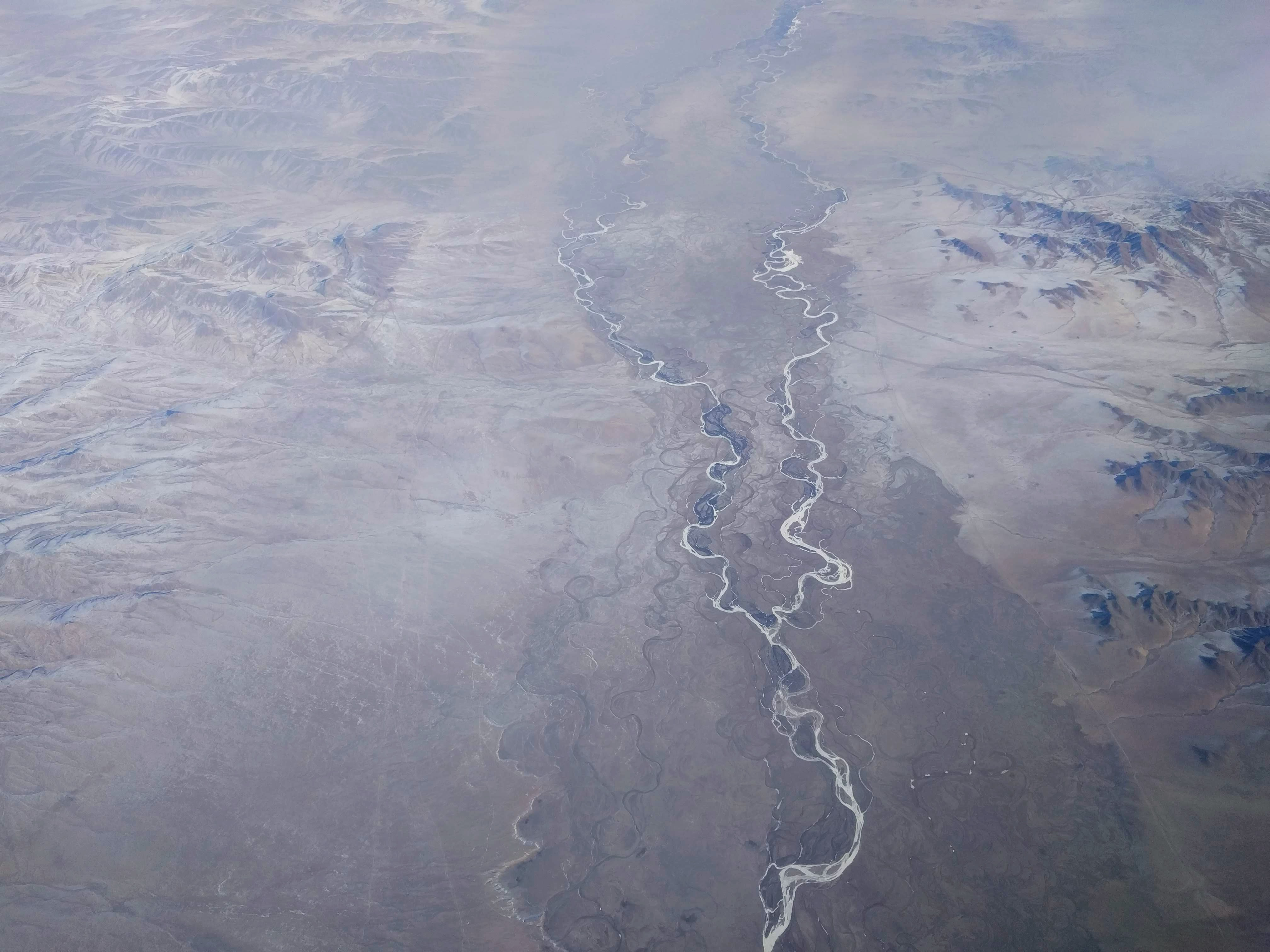
Tuul aus der Vogelperspektive

## Eisgang, Fauna und Flora
Der Tuul ist von November bis April meistens von Eis bedeckt. Er beherbergt einige bedrohte Arten von Stören. Die Umgebung des Flusses ist von Weiden- und Birkenwäldern geprägt.

## Umwelt
Der Unterlauf des Tuul ist stark verschmutzt, besonders unterhalb der zentralen Kläranlage von Ulaanbaatar. Der stark sedimentierende Fluss ist zudem durch Mineralien belastet, die durch Bergbauaktivitäten im Zaamar-Sum im Töw-Aimag eingeschwemmt werden. Der zunehmende Siedlungsdruck entlang des Flusses trägt ebenfalls zur Belastung bei.

## Reiterstandbild des Dschingis Khan
Etwas flussaufwärts von Ulaanbaatar, rund 54 km ostsüdöstlich der Stadt, steht seit 2008 in geringer Entfernung vom südlichen Ufer ein Reiterstandbild des Dschingis Khan, das mit insgesamt rund 40 m Bauwerkshöhe die derzeit höchste Reiterstatue der Erde ist (Stand: 2011).